# Southwest Mountrail, Bắc Dakota
Southwest Mountrail là một lãnh thổ chưa tổ chức thuộc quận Mountrail, tiểu bang Bắc Dakota, Hoa Kỳ. Năm 2010, dân số của nơi này là 66 người.